# 趙之琛

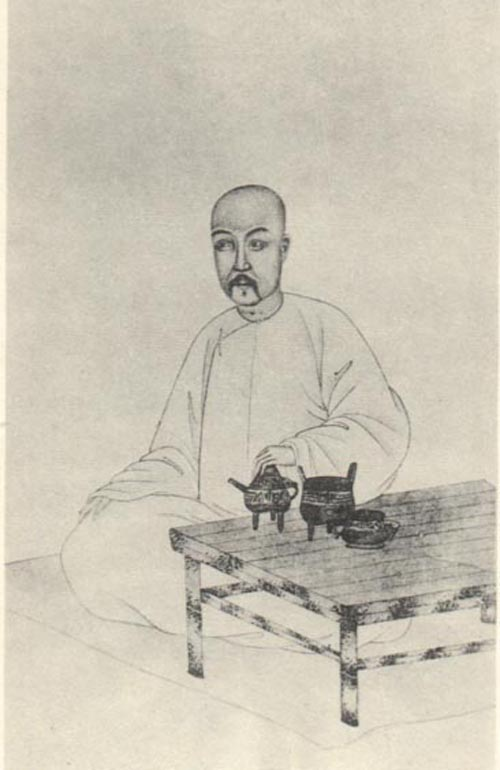
趙之琛

趙 之琛（ちょう しちん、1781年 - 1852年）は、中国清朝中期の篆刻家・書家・画家である。西泠後四家に加えられる。
字は次閑、号は献甫・献父・宝月山人、室号は補羅迦室。杭州府銭塘県の人。

## 略伝
陳豫鍾の高弟で金石学に通じる。書はすべての書体に優れ、画は山水画・花卉画を得意とした。篆刻は陳豫鍾に受け、また陳鴻寿から刀法を学んだ。玉を刻する方法によって有名となる。伝存作品が多く、戴熙・釈達受・張廷済・沈寿などの名士の印を刻した。
2007年に180年余りの時間を経て日本国内で歴史的大発見された、阿片戦争時の欽差大臣で中国清代の政治家の林則徐の印（1833年 趙之琛 刻：印譜所載）を、横浜市在住の写真家、柴田小兔の手により撮影され柴田のサイトに掲載されている。

## 著書
- 『補羅迦室集』
- 『補羅迦室印譜』（萍奇室印存）